# Пиетрафита
Пиетрафѝта (на италиански: Pietrafitta) е село и община в Южна Италия, провинция Козенца, регион Калабрия. Разположено е на 700 m надморска височина. Населението на общината е 1356 души (към 2012 г.).